# Magnolia Pictures
Magnolia Pictures LLC é uma distribuidora americana de filmes, pertendente a Todd Wagner e Mark Cuban. Magnolia foi fundada no ano de 2001 por Bill Banowsky e Eamonn Bowles; e é especializada em filmes estrangeiros e independentes.
A companhia também possui a marca Magnet Releasing, que distribui principalmente filmes estrangeiros de ação.
Control Room

## Filmes
| Título                                       | Ano  | Documentário |
| -------------------------------------------- | ---- | ------------ |
| Control Room                                 | 2004 | Sim          |
| Bukowski: Born into This                     | 2004 | Sim          |
| The World's Fastest Indian                   | 2005 | Não          |
| Enron: The Smartest Guys in the Room         | 2005 | Sim          |
| Ong-Bak                                      | 2005 | Não          |
| The War Within                               | 2005 | Não          |
| The Lost City                                | 2005 | Não          |
| Banlieue 13                                  | 2006 | Não          |
| Cocaine Cowboys                              | 2006 | Sim          |
| Bubble                                       | 2006 | Não          |
| One Last Thing...                            | 2006 | Não          |
| Jesus Camp                                   | 2006 | Sim          |
| Fay Grim                                     | 2006 | Não          |
| Ira and Abby                                 | 2006 | Não          |
| Diggers                                      | 2006 | Não          |
| Yo-Yo Girl Cop                               | 2006 | Não          |
| Special                                      | 2006 | Não          |
| Tears of the Black Tiger                     | 2007 | Não          |
| Gwoemul                                      | 2007 | Não          |
| Exiled                                       | 2007 | Não          |
| Severance                                    | 2007 | Não          |
| Maxed Out                                    | 2007 | Sim          |
| Crazy Love                                   | 2007 | Sim          |
| Colour Me Kubrick                            | 2007 | Não          |
| No End in Sight                              | 2007 | Sim          |
| Weirdsville                                  | 2007 | Não          |
| Dai-Nipponjin                                | 2007 | Não          |
| Redacted                                     | 2007 | Não          |
| Flawless                                     | 2007 | Não          |
| Bigger, Stronger, Faster*                    | 2008 | Sim          |
| Hank and Mike                                | 2008 | Não          |
| Låt den rätte komma in                       | 2008 | Não          |
| Mister Foe                                   | 2008 | Não          |
| The Signal                                   | 2008 | Não          |
| Splinter                                     | 2008 | Não          |
| Los cronocrímenes                            | 2008 | Não          |
| Humboldt County                              | 2008 | Não          |
| A Good Day to Be Black and Sexy              | 2008 | Não          |
| The Great Buck Howard                        | 2008 | Não          |
| Chocolate                                    | 2008 | Não          |
| Yonkers Joe                                  | 2009 | Não          |
| Donkey Punch                                 | 2009 | Não          |
| Humpday                                      | 2009 | Não          |
| Down Terrace                                 | 2009 | Não          |
| Outrage                                      | 2009 | Sim          |
| Worlds Greatest Dad                          | 2009 | Não          |
| Food, Inc.                                   | 2009 | Sim          |
| I'm Still Here                               | 2010 | Não          |
| Monsters                                     | 2010 | Não          |
| Casino Jack and the United States of Money   | 2010 | Sim          |
| Barry Munday                                 | 2010 | Não          |
| Freakonomics                                 | 2010 | Sim          |
| Client 9: The Rise and Fall of Eliot Spitzer | 2010 | Sim          |
| All Goog Things                              | 2010 | Não          |
| Night Catches Us                             | 2010 | Não          |
| Ong Bak 3                                    | 2011 | Não          |
| Vanishing on 7th Street                      | 2011 | Não          |
| I Saw the Devil                              | 2011 | Não          |
| Black Death                                  | 2011 | Não          |
| Apartment 143                                | 2011 | Não          |
| Rubber                                       | 2011 | Não          |
| The Hunter (2011)                            | 2011 | Não          |
| Ceremony                                     | 2011 | Não          |
| Square Grouper: The Godfathers of Ganja      | 2011 | Não          |
| 13 Assassins                                 | 2011 | Não          |
| Hobo with a Shotgun                          | 2011 | Não          |
| Rejoice and Shout                            | 2011 | Não          |
| The Troll Hunter                             | 2011 | Não          |
| The Perfect Host                             | 2011 | Não          |
| Melancolia                                   | 2011 | Não          |
| Page One: A Year Inside the New York Times   | 2011 | Sim          |
| I Melt with You                              | 2011 | Não          |
| Hodejegerne (filme)                          | 2011 | Não          |
| Magic Trip                                   | 2011 | Sim          |
| Balada triste de trompeta                    | 2011 | Não          |
| Beyond the Black Rainbow                     | 2011 | Não          |
| Tim and Eric's Billion Dollar Movie          | 2012 | Não          |
| The ABCs of Death                            | 2012 | Não          |
| Compliance                                   | 2012 | Não          |
| The Prodigies                                | 2012 | Não          |
| Take This Waltz                              | 2012 | Não          |
| Deadfall                                     | 2012 | Não          |
| Jiro Dreams of Sushi                         | 2012 | Sim          |
| Occupy Unmasked                              | 2012 | Sim          |
| A Dark Truth                                 | 2013 | Não          |
| To the Wonder                                | 2013 | Não          |
| "Serena (filme)"                             | 2013 | Não          |
| A Place at the Table                         | 2013 | Sim          |
| Hammer of the Gods                           | 2013 | Não          |
| Mr. Nobody                                   | 2013 | Não          |
| The Nymphomaniac                             | 2014 | Não          |
| Thelma                                       | 2024 | Não          |